# Frank Nitti
Francesco Raffaele Nitto (27 de enero de 1886 – 19 de marzo de 1943), más conocido como Frank Nitti o Frank "The Enforcer" Nitti (Frank "El ejecutor" Nitti, en español), apodo que recibía por obligar con violencia a obedecer sus órdenes, fue un gánster estadounidense. Fue uno de los principales secuaces de Al Capone y más tarde el nuevo jefe de la organización liderada por Capone, el Outfit de Chicago.

## Primeros años y la prohibición
Frank Nitti nació en Campania en 1886;[cita requerida] su lápida tiene la fecha de 1888, pero los documentos de inmigración de Estados Unidos dicen 1883. Emigró a Nueva York después del fin de la Primera Guerra Mundial, y luego se trasladó a Chicago, donde tuvo un negocio de barbero, con una lucrativa línea como ladrón de joyas y criminal por otro lado. Nitti construyó una extensa red de asociados en el bajo mundo, y finalmente llamó la atención del jefe criminal John Torrio (conocido como "Johnny The Fox").
Bajo el sucesor de Torrio, Al Capone, la reputación de Nitti subió. Nitti corrió con Capone quebrantando la Prohibición con la operación de licor de contrabando, importando whiskey de Canadá y vendiendo en cadenas de tabernas alrededor de Chicago. Nitti fue uno de los principales lugartenientes de Capone, confiando en su liderazgo y habilidades de negocios. De hecho, Capone pensó mucho en Nitti porque cuando fue a prisión en 1929, este pasó a ser un miembro del triunvirato que lideró la organización. Nitti fue jefe de operaciones, con Jake Guzik (Jake "Pulgar grasiento" Guzik), que fue jefe de administración, y Charlie Fischetti, que fue jefe de ejecuciones.
Se ganó el apodo de "El ejecutor", por usar  "soldados" de la mafia y otros gánsteres de baja categoría para cometer actos de violencia y por hacerlo él mismo otras veces, pues Nitti no temía usar armas de fuego - ya que fue al principio uno de los más confiables guardaespaldas personales de Capone –; aunque al ser ascendido en la organización hizo que decidiera evitar hacer "el trabajo sucio", por lo que fueron contratados asesinos a sueldo para hacerlo.

## La organización bajo Nitti
En 1931, Frank Nitti y Al Capone fueron condenados por evasión de impuestos y sentenciados a prisión. Sin embargo, Nitti solo recibió una condena de 18 meses mientras que Capone fue condenado a 11 años. Nitti no fue un prisionero problemático, pero pasó un año y medio en una celda de confinamiento de espacio reducido. Nitti fue liberado en 1932 y se convirtió en el nuevo jefe de la banda de Capone.
Según algunas teorías Nitti era solo una fachada, pero de acuerdo con el reportero de crímenes y experto en la mafia Carl Sifakis "esto es ridículo", ya que otros mafiosos de la organización, como Felice "Paul 'The Waiter' Ricca" DeLucia, Tony Accardo, Jake Guzik y Murray "The Camel" Humphreys, seguían las órdenes de Nitti. En cualquier caso, Ricca solo tuvo el poder real en 1932, mientras Nitti estuvo en prisión. Cuando Ricca, Lucky Luciano y Meyer Lansky cayeron presos, se difundieron sus fotografías, lo que llevó a la creencia errónea de que Ricca era el líder del Outfit de Chicago.
Con Nitti, el Outfit de Chicago se expandió de la prostitución y apuestas a otras actividades, incluido el control de sindicatos (que eran manejados para la extorsión de algunos negocios). La organización era más dinámica para ese tiempo, y ganaba grandes sumas de dinero.
El 19 de diciembre de 1932, un escuadrón de policía, encabezado por los detectives Sargentos Harry Lang y Harry Miller, allanaron la oficina de Nitti, en el apartamento 554, en el 221 N. Boulevard LaSalle. Lang disparó tres veces a Nitti en el cuello y la espalda. Luego se disparó a sí mismo (una herida menor) para hacer parecer el tiroteo como en defensa propia, diciendo que Nitti había disparado primero. El testimonio de la corte reveló más tarde que el intento de asesinato había sido ordenado por el recientemente electo alcalde de Chicago Anton Cermak. Cermak buscaba hacer presión para sacar a los de Capone y otros gánsteres de circulación de Chicago.
Desafortunadamente para Cermak, Nitti sobrevivió al tiroteo. En febrero de 1933, Nitti fue indemnizado por intento de asesinato. Durante la sesión, Miller testificó que Lang había recibido $15,000 dólares por matar a Nitti. Otro oficial uniformado testificó que había estado presente durante el tiroteo y dijo que Nitti estaba desarmado en ese momento. Harry Lang y Harry Miller fueron despedidos de la policía y cada uno pagó $100 dólares por asalto menor.
Dos meses después, Cermak fue asesinado a tiros por Giuseppe Zangara, un inmigrante de Calabria. En ese momento, Cermak estaba hablando con el presidente electo Franklin Roosevelt. Muchos historiadores creen que Zangara intentó matar a Roosevelt, pero falló y los disparos impactaron en Cermak. Sin embargo, otros creen que Nitti ordenó asesinar a Cermak, y el contrato fue posteriormente para Zangara. Zangara tenía muchos conocimientos militares de las fuerzas armadas italianas y había sido un hombre récord antes de llegar a Estados Unidos, liderando la especulación de que Cermak había sido el blanco después de todo.
El 8 de noviembre de 1939, el primer abogado de Capone, Edward J. O'Hare - quien cooperó y tomó parte en la caída de Capone -, fue asesinado a tiros. Luego, Nitti contrajo matrimonio con Ursula Sue Granata, exnovia de O'Hare.

## Caída y muerte
En 1943, algunos miembros importantes de la organización de Chicago fueron demandados por extorsión a la industria del cine de Hollywood. Entre los individuos se encontraba el propio Nitti, además de Ricca, Louis Campagna (Louis "Little New York" Campagna), Ralph Pierce, Filippo Sacco ("John 'Handsome Johnny' Roselli"), Nick Circella, Phil D'Andrea y Charles Gioe Charles ("Cherry Nose" Gioe). La organización fue acusada de intentar controlar a los estudios de cine de Hollywood, incluyendo a los estudios MGM, Paramount Pictures, 20th Century Fox, Columbia Pictures y RKO Radio Pictures. Los estudios tuvieron que cooperar con la organización para evitar problemas con los sindicatos, suscitados por la misma organización.
En una reunión en casa de Nitti, Ricca lo culpó agriamente por las demandas. Ricca dijo que dado que el plan había sido de Nitti, y que este además se había asociado con un informante del FBI, Willie Bioff, él debería ser el que fuera a prisión. Sufriendo de una severa claustrofobia resultado de su primera estancia en la cárcel, Nitti no soportaba la idea de otra celda de confinamiento. También se rumoreaba que padecía de un cáncer terminal en ese tiempo. Por esas u otras razones, decidió terminar con su vida.
El día antes de presentarse ante el gran jurado, Nitti tomaba el desayuno con su esposa en Riverside, Illinois, en su casa del 712 de Selborne Road. Como su esposa lo dejó para ir a la iglesia, Nitti tenía planeado ir a caminar. Después de que su esposa se fuera, Nitti comenzó a beber. Con un revólver calibre 32 cargado en el bolsillo de su abrigo, caminó 5 manzanas hasta la línea del tren. Tres trabajadores del ferrocarril, William F. Sebauer, Lowell M. Barnett y E. H. Moran vieron a Nitti caminando por las vías del tren a lo lejos y le advirtieron que no lo hiciera. Nitti salió de las vías, fue hacia una cerca y pronto oyeron tres disparos. Los trabajadores pensaron en un primer momento que les disparaba a ellos, pero luego se dieron cuenta de que trataba de dispararse a sí mismo. El primer disparo, hecho con mano temblorosa, atravesó su sombrero; el segundo entró por el lado derecho de su mandíbula y salió por su cabeza; y el tercero, el disparo fatal, entró detrás de su oreja derecha y quedó dentro de su cráneo. Nitti murió en la línea del ferrocarril Illinois Central en North Riverside, Illinois, el 19 de marzo de 1943. Tenía 57 años.

## Frank Nitti en cine y televisión
- El actor Bruce Gordon interpretó a Nitti en la serie de televisión de 1959 Los intocables. Esta famosa serie describía al agente del Departamento del Tesoro Eliot Ness, versión en la que luchaba contra la organización de Capone, que estaba en prisión. En el episodio dedicado a Frank Nitti se muestra que murió al caer bajo un tren, aunque no que se suicidara disparándose.
- Nitti es interpretado por Harold J. Stone en la película de 1967 de Roger Corman La masacre del día de San Valentín.
- En un episodio de la 3.ª temporada de la serie Green Acres, titulado "No culpable" Archivado el 27 de diciembre de 2008 en Wayback Machine., los personajes hacen varias referencias a Nitti.
- En la película El padrino, de 1972, se muestra un montaje de escenas del crimen y entre ellas aparece una foto de Nitti muerto.
- Sylvester Stallone interpretó a Nitti en el filme de 1975 Capone, dirigido por Steve Carver.
- Frank Nitti es también el nombre de un tipo de pizza que es entregada en la casa del personaje de Rodney Dangerfield en la película de comedia de 1983 Easy Money.
- Nitti también aparece en la película de Brian De Palma de 1987 Los intocables, interpretado por Billy Drago, como un asesino a sueldo de Capone. En la película Nitti asesina a dos de los miembros de los "Intocables" (uno en un ascensor y otro en una emboscada fuera de su casa). Después de que Eliot Ness, interpretado por Kevin Costner, decide vengar al agente, mata a Nitti arrojándolo desde la azotea de un edificio, luego de que Nitti le dijera que Frank Malone había muerto gritando como un cerdo. El personaje de Nitti interpretado por Drago es muy diferente al Nitti real.
- Nitti fue interpretado por Anthony LaPaglia en la película de televisión de 1988 Frank Nitti: The Enforcer. Esta película ofrece un retrato relativamente simpático de Nitti, haciendo hincapié en su doble vida como un gánster y devoto hombre de familia.
- En 1997 la empresa mexicana de lucha libre AAA (Asistencia Asesoría y Administración) introdujo una tercia de luchadores enmascarados llamados Los Hampones. Dos de estos luchadores usaban los nombres de Frank Nitti y Al Capone, y también usaban máscaras y ropa similar a la de estos gánsteres. El tercer miembro, por su parte, hacía homenaje a un famoso homicida mexicano, El Goyo.
- Stanley Tucci retrata a Nitti en la película del 2002 Camino a la perdición, en una interpretación más cercana al verdadero Nitti que el personaje de Drago de la película Los intocables. Tucci interpretó a Nitti como el despiadado mano derecha de Capone, y el hombre que designaba a sus hombres a cometer actos de violencia. Esta caracterización difiere mucho del Nitti de Drago, quien es un sociópata violento que ejecuta personalmente (y enérgicamente) el trabajo sucio de Capone.
- Nitti es interpretado por Bill Camp en la película de 2009 Enemigos públicos.
- En 2013, Nitti es interpretado por Will Sasso en un episodio del programa de comedia Drunk History.

## Frank Nitti en la música
- La canción "Lifestylez Ov Da Poor & Dangerous", de Big L, tiene una línea que dice: "We stormed the city, shootin' shit up like Frank Nitty / We robbed kids and split the dough 50/50" (en español: "Caímos sobre la ciudad, disparando como Frank Nitty / Le robamos a niños y dividimos el dinero 50/50").
- La canción "Frankie's Gun", de Felice Brothers, se cree que es sobre Frank Nitti.
- También aparece nombrado en la canción "It's a Shame", de Kool G Rap, en la línea: "Town or city, I'm rollin like Frank Nitty, I'm rich and pretty" (en español: "Pueblo o ciudad, me muevo como Frank Nitty, soy rico y hermoso").

### En inglés
- Crime Magazine: "The First Shooting of Frank Nitti", por Allan May
- Gambino.com - Frank Nitti
- My Al Capone Museum: Frank Nitti
- Seize The Night: Frank Nitti
- Federal Bureau of Investigation - Freedom of Information Act: Frank Nitti
- Frank "The Enforcer" Nitti en Find a Grave
- Frank Nitti en Encyclopædia Britannica

| Predecesor: Al Capone | Jefe del Outfit de Chicago 1932-1943 | Sucesor: Paul Ricca |

- Datos: Q443076